# Günther Balser

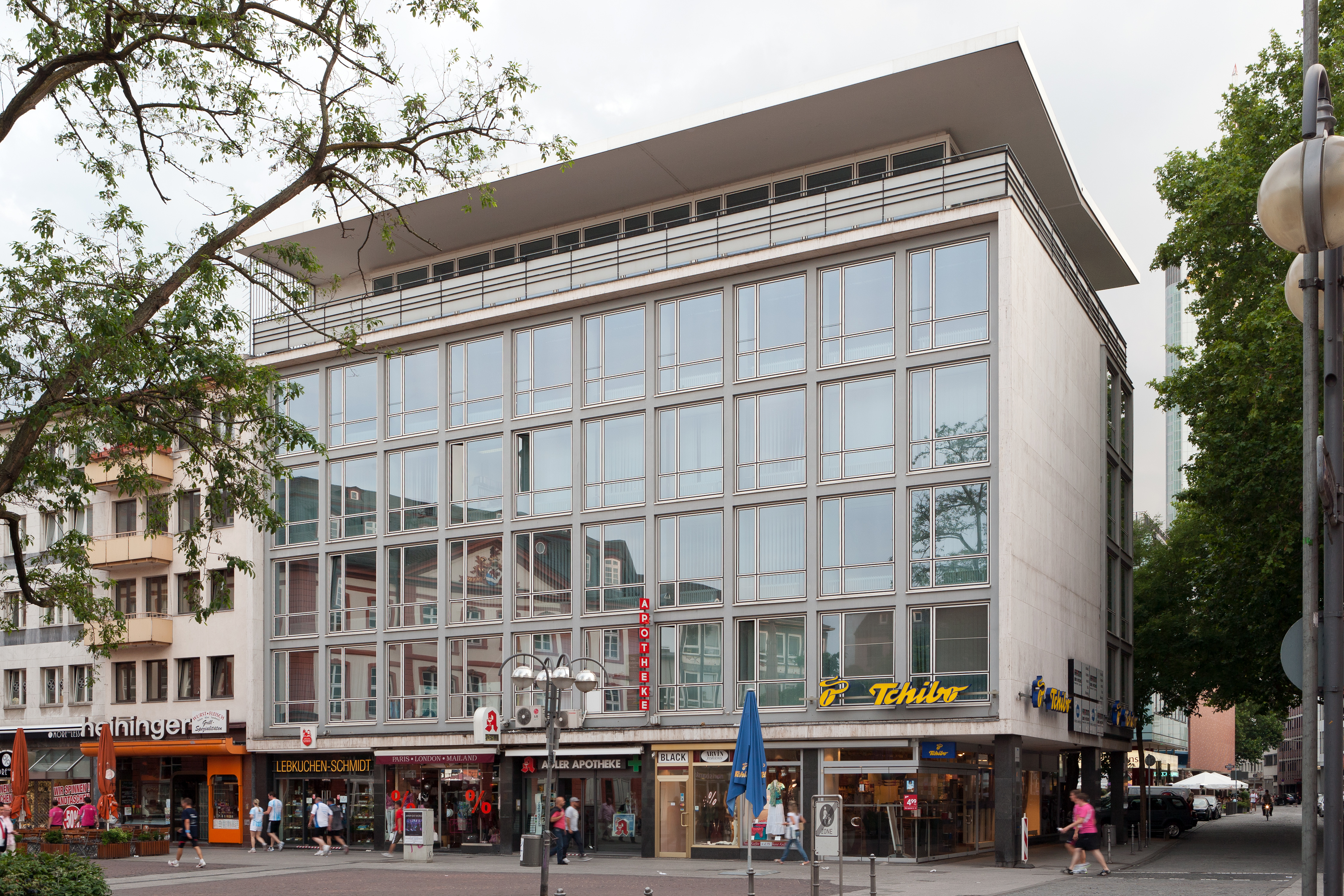
Vorsorgehaus (1959)

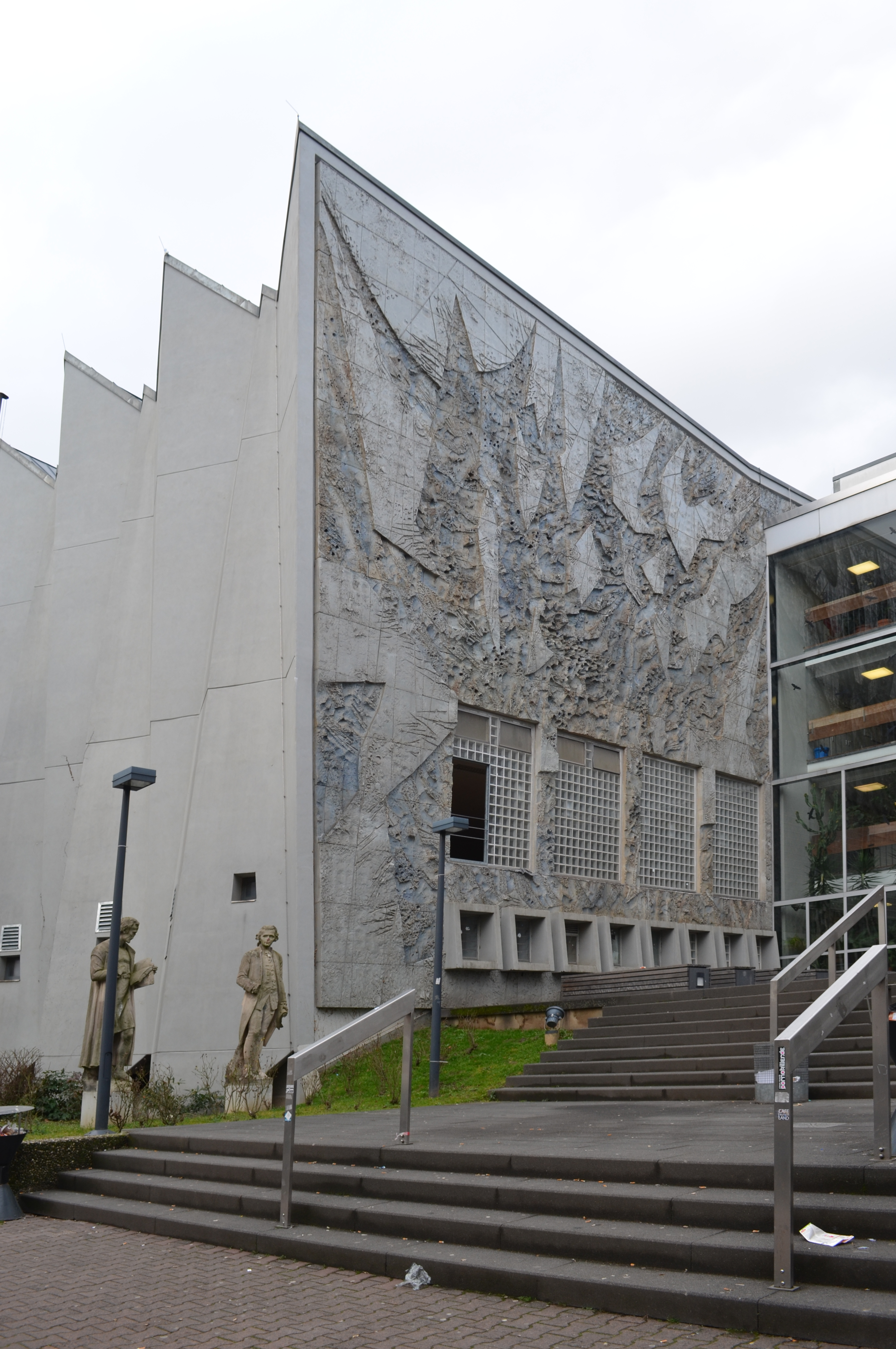
Sporthalle des Lessing-Gymnasiums (1967 – 1968)

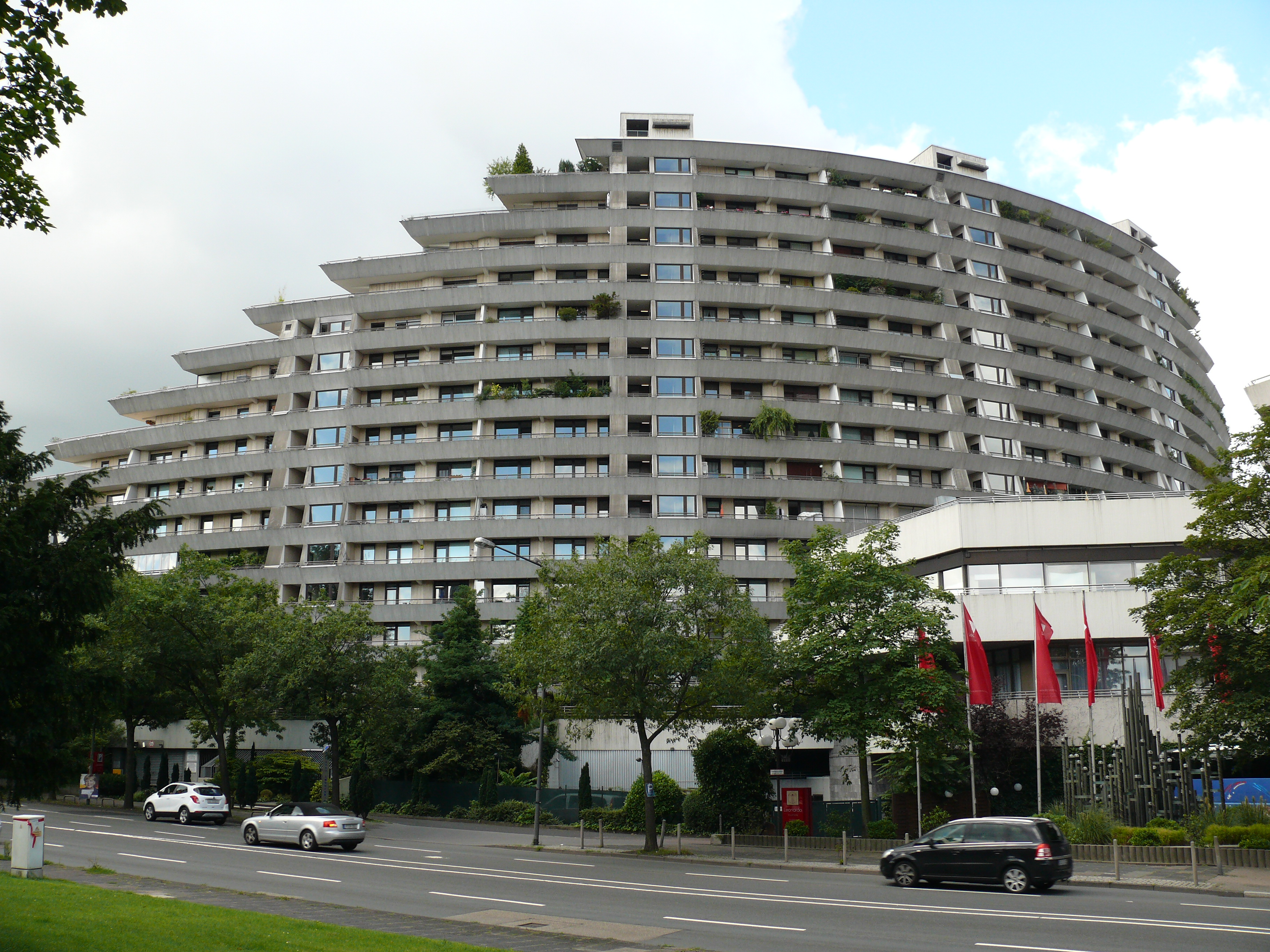
Sonnenring Ost Frankfurt (1969 – 1975)

Günther Balser (* 29. Dezember 1923 in Neu-Isenburg oder Frankfurt am Main; † 2014 in Frankfurt) war ein deutscher Architekt.

## Leben
Balser war ein Sohn des Architekten Ernst Balser. Nach dem Abitur war er für dreieinhalb Jahre Kriegsteilnehmer. 1945 wurde Balser aus der Kriegsgefangenschaft entlassen und studierte Archtektur an den Universitäten und Technischen Hochschulen Darmstadt, Karlsruhe, Zürich, Lausanne und Stuttgart. Vier Jahre arbeitete er in einem Büro in Zürich und übernahm 1958 das väterliche Büro. Vorher arbeitete er bereits bei den Projekten Sachsenhäuser Berg und AOK-Verwaltungsgebäude (Aufstockung) mit dem Vater zusammen. Sein Bruder Gerhard Balser (1929–2013) wurde ebenfalls Architekt und gründete 1961 in Frankfurt ein Architekturbüro mit Rolf Schloen und Hubertus von Allwörden.
Günther Balser entwarf einige prägende Bauten der Nachkriegsmoderne, die mittlerweile teilweise unter Denkmalschutz stehen. Briefe von Günther Balser an Ernst May wurden im Germanischen Nationalmuseum archiviert. Das Modell seiner Dresdner Bank Filiale Freiburg befindet sich in der Sammlung des Deutschen Architekturmuseums.
Balser war Mitglied im BDA. Er blieb unverheiratet.

## Werk
Günther Balser realisierte sakrale Bauten, Hotels, Warenhäuser, Kliniken, Labor- und Forschungsbauten, Schulen, Kindergärten und Bürobauten. Er befasste sich ebenso mit Entwicklungen im Fertigteilbau. Seine Klinik für die Behandlung von Multipler Sklerose in Asbach war die erste Spezialklinik in Europa. Er errichtete das Stadtkrankenhaus Hanau und Teile der Kernforschungsanstalt Jülich. Von ihn stammt das Bürgerhaus Hausen, das Air Center am Frankfurter Hauptbahnhof und Hotels für den Hilton-Konzern in Kairo, Dschidda und Riad. Zu seinen Wohngebäuden gehören luxoriöse Einfamilienhäuser in Kronberg und Neu-Isenburg über die Bungalow- und Terrassenhaussiedlung in Bastenwald (Frankfurt) bis zum Wohnkomplex Sonnenhügel und Sonnenring (Frankfurt).

### Wohnhaus Balser
Der Bungalow am südlichen Stadtrand von Frankfurt ist ein Beispiel für die enge Verbindung zwischen Innenräumen und Garten. Erbaut wurde er 1956 in Frankfurt am Main. Die mäandernde Form des Grundrisses und die raumhohen Fenster binden das Haus in die Freiflächen ein. Der als separater Pavillon konstruierte Wohnraum mit dünnem, auskragendem Flachdach ist vollständig verglast und öﬀnet sich zum südlichen Garten und zum Außenpool.

### Haus der SPD
Der Entwurf von Günther Balser für die SPD in Frankfurt setzte sich 1958 bei einem Architekturwettbewerb durch. Das Haupthaus mit vier Geschossen liegt neben dem Sitzungstrakt auf V-Stützen. Die Bauzeit betrug nur ein Jahr. August Zinn und Erich Ollenhauer kamen zur Eröffnung.

### Terrassenvillen am Lorettoberg
Auf dem Gelände eines ehemaligen Steinbruchs am Lorettoberg in Freiburg im Breisgau errichtete Balser Villen, die terrassenförmig in den Hang gebaut wurden. Die Steigung des Hangs von bis zu 30 % ermöglichte es, dass die Dächer der unteren Häuser die Terrasse der oberen Häuser bildeten.

### Sonnenhügel, Sonnenring
Der Wohnkomplex Sonnenring bestand bei der Eröffnung 1975 aus rund 300 Luxuswohnungen unterschiedlicher Größe, die im Grundriss halbringförmig angeordnet sind. Das Terrassenhaus zeichnet sich durch einen Blick über die Innenstadt Frankfurt aus.
Um den Gebäudekomplex rankt sich der Helaba-Skandal, die Albert Osswald, damals hessischer Ministerpräsident und Verwaltungsratsvorsitzender der Helaba, zum Rücktritt zwang.
Im Grundriss überlappen sich zwei verschieden große Ringsegmente leicht. Der Sockel hat eine Höhe von vier Normalgeschossen und verfügt über einen integrierten Swimmingpool. 16 Stockwerke sind in abnehmender Größe übereinander gestapelt. Die Betonbänder der Balkonbrüstungen verstärken den Eindruck der Halbringform. Das dazu gehörende Hotel ist mit 100 Metern das zweithöchste Gebäude in Sachsenhausen. Der Baukomplex, der zwar zur „ungeliebten Moderne“ gehört, verfügt trotz vieler Vorurteile und Vorbehalte über architektonische Qualitäten.

„By building the Sonnenring Günther Balser not only created a residential complex, the building also embodies a vision of living in general, corresponding to the demands of the New Brutalism for a social relevance of the architecture.“

„Mit dem Bau des Sonnenrings schuf Günther Balser nicht nur eine Wohnanlage, sondern verkörpert auch eine Vision des Wohnens im Allgemeinen, die den Ansprüchen des Neuen Brutalismus an eine gesellschaftliche Relevanz der Architektur entspricht.“

Der BDA Hessen nominierte die Wohnbebauung Sonnenring neben dem Baumhaus von Ot Hoffmann und dem Ludwig-Georgs-Gymnasium von Max Taut in der Kategorie „Klassik-Nike“ für die im September 2025 in Erfurt zu vergebenden Nike-Auszeichnungen.

## Bauten (Auswahl)
- 1956: Wohnhaus Balser[16]
- 1959: Vorsorgehaus (mit Ernst Balser),[17] Denkmalschutz[18] ⊙
- 1962: Ladenbau Foto-Koch, Kaiserstraße
- 1962: Haus der SPD in Frankfurt[19] ⊙
- 1962–1964: Landratsamt in Dieburg[3]
- 1965/66: Terrassenhaus am Lorettoberg in Freiburg[3] ⊙
- 1965–1967: Multiple-Sklerose-Klinik in Asbach[3] ⊙
- 1967–1968: Lessing-Gymnasium Frankfurt (mit Lothar Menzel und K. Egeli, Keramik-Relief Aufbruch von Ferdinand Lammeyer)[20] ⊙
- 1964: Sparkasse in Hausen[21]
- 1969–1975: Großwohnkomplexe Sonnenhügel, Sonnenring mit Eurotel in Frankfurt-Sachsenhausen[15][22] ⊙
- 1970: Büro- und Geschäftshaus der Dresdner Bank in Freiburg im Breisgau[23] ⊙
- vor 1972: Kindergarten in Eschborn[24] (nach Wettbewerbsgewinn 1960)[25]